# Lazare Landau
Pour les articles homonymes, voir Landau.
Lazare Landau, né le 1er août 1928 à Strasbourg et mort le 3 janvier 2012 à Strasbourg, est un historien juif français, professeur d’histoire des religions à l’université de Strasbourg, et spécialiste de l’histoire des relations judéo-chrétiennes.

## Biographie
Lazare Landau est né à Strasbourg en 1928. Il est le fils d’Abraham Landau (1886-1958) et de Leah Landau. Ces derniers se marient d’abord à Sanz (Sanz, yiddish : צאנז Tsanz), en Galicie, Pologne et de nouveau à Strasbourg, où ils s’installent en 1919. C’est un descendant de Yehezqel Landau (1713-1793), le Noda Biyhudah, rabbin de Prague. Lazare Landau a deux sœurs : Toni et Doris.
Son père, d’origine hassidique lui parle en yiddish et sa mère en allemand. Il n’apprend le français qu’à l'âge de 6 ans.
Alors que son père prie à la synagogue hassidique Adath Israel de Strasbourg, Lazare Landau choisit d’être membre de la synagogue consistoriale de Strasbourg et en particulier du Merkaz qu’il fréquente pendant soixante-dix-sept ans.
Durant la Seconde Guerre mondiale, Lazare Landau est sauvé par Joseph Storck, proviseur du Lycée Gay-Lussac de Limoges, de 1938 à 1944.
« J’avais 12-13 ans à l’époque. Joseph Storck, qui avait même proposé de m’intégrer dans sa famille pour me protéger, ce que mes parents ont refusé, m’a caché dans un réduit le jour où la milice me recherchait. »
Il est marié à Judith Landau, née Calitchi. Ils ont quatre enfants, trois filles et un fils. Simone Calitchi, la sœur aînée de Judith, est mariée au rabbin Joseph Frankforter.
Lazare Landau est docteur ès lettres. Sa thèse soutenue à l’Université Paris-1 Panthéon-Sorbonne en 1976 a pour sujet : Jules Isaac, la France et les Juifs (1877-1939), conscience individuelle et destin collectif.
Lazare Landau est le légataire testamentaire de l’historien Jules Isaac.
Il est professeur à l’Université de Strasbourg où il enseigne l’histoire des religions.
Lazare Landau décède à Strasbourg le 3 janvier 2012. Il est enterré le même jour au cimetière israélite de Cronenbourg,. Le Grand-Rabbin de France Gilles Bernheim, son ancien élève à l’École Aquiba de Strasbourg, rend visite à la famille en deuil.

## Publications

### Articles
- Lazare Landau. La condition des Juifs au Moyen Âge. Le massacre de la Saint-Valentin. Février 1349. Strasbourg, 1958[7].
- Lazare Landau. Jules Isaac. (1877-1963). Judaïques/Culture, 1963[8].
- Lazare Landau et al. Israël: Guerre du Golfe. Les Nouveaux Cahiers no 104, printemps 1991[9].
- Lazare Landau. Léon Blum 1872-1950, Strasbourg, 1993[10].
- Lazare Landau. L’église écarte l’ombre de Vichy. (Évolution des relations judéo-chrétiennes). Écho-Unir,  novembre-décembre 1997[11].

### Ouvrages
- Lazare Landau, Le judaisme du XIIIe au XVIIe siècle, Paris, PUF, 1971.
- Doris Bensimon-Donath, Lazare Landau. Socio-démographie des juifs de France et d'Algérie, 1867-1907[12]. 1976.
- Jacques Madaule, Louis Joxe, Lazare Landau et al. Jules Isaac. Actes du colloque de Rennes 1977[13], Paris, Hachette, 1979.
- Lazare Landau, De l’aversion à l’estime : Juifs et Catholiques en France de 1919 à 1939, préface de Jacques Madaule, Paris, Le Centurion, 1980.  (ISBN 2-227-03005-4)
- Lazare Landau. Chrétiens et Juifs en Basse-Alsace, de Napoléon Ier à Napoléon III (1802-1870)[14], 1987.
- Lazare Landau. Jules Isaac, La France et les Juifs (1877-1939), conscience individuelle et destin collectif. Thèse Lettres, Paris 1, 1976, Paris, Bibliothèque de la Sorbonne, 2001.
- Lazare Landau. La Réconciliation Judéo-Chrétienne. Persée, 2007.  (ISBN 2352160308),  (ISBN 978-2352160304).